# Lawrie Smith
Lawrie Smith, född den 19 februari 1956 i Bury, är en brittisk seglare.
Han tog OS-brons i soling i samband med de olympiska seglingstävlingarna 1992 i Barcelona.